# 셀레리나역
셀레리나역(Celerina)은 스위스 그라우뷘덴주의 셀레리나/슐라리냐 시정촌에 있는 기차역이다. 이 구간에서 30분 간격으로 운행된다. 또 다른 역인 셀레리나 스타츠는 여관의 반대쪽 남쪽에서 약 900m 떨어진 곳에 있다.

## 운행편
다음 서비스는 셀레리나에서 정차한다.
- 인터레기오 : 쿠어와 생모리츠 사이에 매시간 운행
- 레기오익스프레스 : 란트콰르트와 생모리츠 사이에 매시간 운행
- 레기오 : 쿠어와 생모리츠 사이에 제한된 운행